# 奥莱亚德沃埃多
奥莱亚德沃埃多，是西班牙卡斯蒂利亚-莱昂帕伦西亚省的一个市镇。 总面积8平方公里，总人口44人（2001年），人口密度6人/平方公里。